# Insensibilidade congênita à dor
A insensibilidade congênita à dor ou analgesia congênita uma ou mais condições extraordinariamente raras nas quais uma pessoa não pode sentir (e nunca sentiu) dor física.
Visto que sentir dor física é vital para a sobrevivência, a insensibilidade congênita à dor é uma condição extremamente perigosa. É comum que pessoas com a condição morram na infância devido a lesões ou doenças que passam despercebidas 

## Sinais e sintomas
Para pessoas com esse transtorno, a cognição e a sensação são normais; por exemplo, os pacientes ainda podem sentir o toque discriminativo (embora nem sempre a temperatura) e geralmente não há anormalidades físicas detectáveis.
Como crianças e adultos com o transtorno não podem sentir dor, eles podem não responder aos problemas, estando assim em maior risco de doenças mais graves. As crianças com essa condição geralmente sofrem danos na cavidade oral dentro e ao redor da cavidade oral (como morder a ponta da língua) ou fraturas nos ossos. Infecções despercebidas e danos na córnea devido a objetos estranhos no olho também são observados.
Geralmente, há dois tipos de não-resposta exibidos:
- A insensibilidade à dor significa que o estímulo doloroso nem é percebido: o paciente não consegue descrever a intensidade ou o tipo de dor.
- A indiferença à dor significa que o paciente pode perceber o estímulo, mas não tem uma resposta adequada: ele não recua quando exposto à dor.

## Causas
O distúrbio está associado a mutações no gene SCN9A, que fornece as instruções necessárias para a codificação de um canal de sódio dependente de voltagem chamado NaV1.7, que desempenha um papel significativo na sinalização da dor. Os canais de sódio NaV1.7 são encontrados em células nervosas chamadas nociceptores que transmitem sinais de dor para a medula espinhal e o cérebro. O canal NaV1.7 também é encontrado em neurônios sensoriais olfativos, que são células nervosas na cavidade nasal que transmitem sinais relacionados ao olfato ao cérebro.
Lepra, uma doença infecciosa, pode causar a destruição progressiva dos nervos; a doença pode ser transmitida aos descendentes, às vezes permanecendo dormente, exceto nervos que foram danificados. Isto pode descrever e imitar o cenário de doenças hereditárias.[carece de fontes?]

## Incidência
O transtorno é primariamente encontrado em sociedades homogêneas. Por exemplo, pode ser encontrada em Vittangi, um vilarejo no Kiruna Municipality no norte da Suécia, onde quase 40 casos foram reportados.
Também, judeus Ashkenazi mostraram serem mais propensos à doença, embora permaneça incomum. [carece de fontes?]